# 谢尔盖·利特维诺夫
谢尔盖·利特维诺夫（俄语：Серге́й Литви́нов，Sergey Litvinov，1958年1月23日—2018年2月19日），俄罗斯男子田径运动员，主攻链球。他曾代表苏联参加1980年、1988年夏季奥林匹克运动会田径比赛，获得一枚金牌、一枚银牌。他还曾在世界田径锦标赛上获得兩金。他在田径生涯中曾3次打破世界纪录，目前仍保持奥运纪录。